# Cantor-féle közösrész-tétel
A Cantor-féle közösrész-tétel az analízis egyik igen fontos tétele. Általában a valós számok halmazában szokás kimondani, de természetesen vannak általánosításai is. Alapvetően a valós számok halmazának szerkezetéről tesz egy igen fontos észrevételt, ennek megfelelően pedig nem csak tételként, de más irányú felépítést választva akár axiómaként is hivatkozhatunk rá.
A tételnek igen sokrétű alkalmazásai vannak, többek között az analízis egy másik központi jelentőségű tételének, a Bolzano–Weierstrass-tételnek a bizonyításában is szerepet játszik.

## Állítás
Magát a tételt sok formában lehet kimondani, a szemlélettől függően.

### Halmazrendszerek
Legyen {\displaystyle \left(F_{i}\right)_{i\in I}} R-beli korlátos, zárt és nemüres halmazok rendszere. Ha ez lefelé irányított, azaz minden α, β indexek esetén van olyan γ index, hogy {\displaystyle F_{\gamma }\subseteq F_{\alpha }\cap F_{\beta }}, akkor a halmazrendszer metszete nem üres. Másképpen:
{\displaystyle (\forall \alpha ,\beta \in I:(\exists \gamma \in I:F_{\gamma }\subseteq F_{\alpha }\cap F_{\beta }))\Rightarrow (\exists r\in \mathbb {R} :r\in \bigcap _{i\in I}F_{i})}

### Intervallumok
Ha adott olyan zárt intervallumok halmaza, amelyek alsó határa monoton növekvő, felső határa monoton csökkenő sorozat, akkor ezek közös része nem üres. Röviden mondva egymásba skatulyázott intervallumoknak van közös pontja. Ennek a tételnek különösen a numerikus matematikában, egészen pontosan a gyökközelítő eljárásokban van jelentős szerepe.
Másképpen:
{\displaystyle (<a_{n}>{\text{monoton nő}}\wedge <b_{n}>{\text{monoton csökken}}\wedge (\forall i\in \mathbb {N} :a_{i}\leq b_{i}))\Rightarrow (\exists \lambda \in \mathbb {R} :(\forall i\in \mathbb {N} :\lambda \in \left[a_{i},b_{i}\right]))}

### Metrikus terekben
Egy metrikus tér nemüres, kompakt halmazai lefelé irányított rendszerének metszete sem üres.
{\displaystyle \left(M,d\right),I\neq \emptyset ,\left(K_{i}\right)_{i\in I},\forall i\in I:(K_{i}\in M,K_{i}\neq \emptyset ,K_{i}{\text{ kompakt}}),\forall i,j\in I:(\exists k\in I,K_{k}\subseteq K_{i}\cap K_{j})\Rightarrow \bigcap _{i\in I}K_{i}\neq \emptyset }

## Bizonyítás
A tételt az állító részének szemlélete szerint többféleképpen is bizonyíthatjuk.

### Halmazrendszerek
A valós számok teljes rendezettsége következtében vehetjük a rendszer bármely halmazának a pontos felső korlátját, azaz
{\displaystyle \forall i\in I:\exists \mathrm {sup} \left(F_{i}\right).}
A lefelé irányítottság, azaz
{\displaystyle \forall \alpha ,\beta \in I:\left(\exists \gamma \in I:F_{\gamma }\subseteq F_{\alpha }\cap F_{\beta }\right)}
miatt a belső halmaz korlátjai a két tartalmazó halmaz korlátjai között van:
{\displaystyle \mathrm {inf} \left(F_{\alpha }\right)\leq \mathrm {inf} \left(F_{\gamma }\right)\leq \mathrm {sup} \left(F_{\gamma }\right)\leq \mathrm {sup} \left(F_{\alpha }\right).}
Ez pedig azt jelenti, hogy a halmazrendszer szuprémumainak halmaza alulról korlátos. Ezt nem nehéz belátni, ugyanis bármely rögzített index esetén az így kiválasztott halmaz infimuma alsó korlátja lesz a halmaznak az egyenlőtlenségek alapján. Sőt, ennél még több is mondható - mégpedig, hogy a halmaz infimuma a teljes rendszer közös részének eleme, azaz
{\displaystyle \lambda =\mathrm {inf} \left(\left\{\mathrm {sup} \left(F_{\alpha }\right)|\alpha \in I\right\}\right)\in \bigcap _{i\in I}F_{i}}
Rögzítsük ugyanis egy tetszőleges {\displaystyle \alpha \in I} indexű tagját a rendszernek, és mutassuk meg, hogy a fenti λ érték ennek eleme. Sőt, mivel a rendszer minden tagja zárt, ezért elegendő azt megmutatni, hogy eleme a kiválasztott tag lezártjának. Válasszunk hát egy tetszőleges {\displaystyle r<0} valós számot, és igazoljuk, hogy a kiválasztott tag nem diszjunkt a λ körüli r sugarú nyílt gömbbel, azaz
{\displaystyle F_{\alpha }\cap B_{r}\left(\lambda ,\mathbb {R} \right)\neq \emptyset .}
A valós számok körében a nyílt gömbök a nyílt halmazok, azaz
{\displaystyle B_{r}\left(\lambda ,\mathbb {R} \right)=\left]\lambda -r,\lambda +r\right[.}
Mivel {\displaystyle \lambda +r>\lambda }, már nem lehet alsó korlátja a {\displaystyle \left\{\mathrm {sup} \left(F_{\alpha }\right)|\alpha \in I\right\}} halmaznak, ezért van olyan {\displaystyle \beta \in I} index, hogy {\displaystyle \mathrm {sup} \left(F_{\beta }\right)<\lambda +r}. Mivel a rendszer lefelé irányított, van olyan tagja, ami az {\displaystyle F_{\alpha }} és {\displaystyle F_{\beta }} halmaznak is része, azaz
{\displaystyle \exists \gamma :F_{\gamma }\subseteq F_{\alpha }\cap F_{\beta }.}
Ekkor
{\displaystyle \lambda -r<\lambda \leq \mathrm {sup} \left(F_{\gamma }\right),}
amiből következik, hogy van olyan {\displaystyle \lambda '\in F_{\gamma }} elem, hogy {\displaystyle \lambda -r<\lambda '}. Erre vonatkozólag megállapíthatjuk, hogy
{\displaystyle \lambda -r<\lambda '\leq \mathrm {sup} \left(F_{\gamma }\right)\leq \mathrm {sup} \left(F_{\beta }\right)<\lambda +r,}
és a lefelé irányítottság miatt {\displaystyle \lambda '\in F_{\alpha }}, ami szerint
{\displaystyle \lambda '\in F_{\alpha }\cap \left]\lambda -r,\lambda +r\right].}
Mivel a rögzített elemere nem tettünk semmilyen kikötést, ez a rendszer bármely tagjára igaz, így ebből már következik, hogy a teljes rendszer metszete sem üres, amit pedig bizonyítani akartunk.

### Intervallumok
A feltételekből következik, hogy
{\displaystyle \forall {m,n\in \mathbb {N} },m<n:a_{n}\geq {a_{m}}\wedge {b_{n}\leq {b_{m}}}.}
Másrészt az
{\displaystyle a_{m}\leq {a_{n+m}}<{b_{n+m}}\leq {b_{n}}}
egyenlőtlenségből következik, hogy az {\displaystyle <a_{n}>} sorozat felülről korlátos.
A valós számok teljesen rendezettségéből következik, hogy létezik a {\displaystyle \alpha =\mathrm {sup} <a_{n}>} szám. Erre érvényes az {\displaystyle \alpha \leq {b_{n}}} egyenlőtlenség is, hiszen a feltétel értelmében minden {\displaystyle b_{n}} szám is felső korlát. Ebből következik, hogy
{\displaystyle \forall {n\in \mathbb {N} }:a_{n}\leq \alpha \leq {b_{n}},}
és eszerint, az intervallumok definíciója alapján
{\displaystyle \alpha \in \bigcap _{i=1}^{n}\left[a_{n},b_{n}\right].}

### Metrikus terekben
A lefelé irányítottság következménye, hogy az halmazrendszer minden részrendszerének közös része tartalmaz a rendszerből egy elemet:
{\displaystyle \forall {H}\subseteq {I}:\left(\exists {k}\in {I}:K_{k}\subseteq \bigcap _{h\in {H}}K_{h}\right).}
Rögzítsünk egy {\displaystyle \alpha \in {I}} indexet. Ekkor vehetjük azt az {\displaystyle \left(\Omega _{i}\right)_{i\in {I}}} halmazrendszert, amire
{\displaystyle \Omega _{i}=M\setminus \left(K_{i}\cap {K_{\alpha }}\right).}
Ez nyílt halmazrendszer lesz.
Most indirekt bizonyítunk. Tegyük fel, hogy a metszet üres. Ekkor
{\displaystyle \bigcup _{i\in {I}}\Omega _{i}=M\setminus \bigcap _{i\in {I}}\left(K_{i}\cap {K_{\alpha }}\right)=M.}
Ez egy nyílt befedése a {\displaystyle K_{\alpha }} kompakt halmaznak, ezért a kompaktság definíciója szerint van a fedőrendszernek véges részbefedése:
{\displaystyle \exists {J}\subseteq {I}:K_{\alpha }\subseteq \bigcup _{j\in {J}}\Omega _{j}}
Eszerint pedig
{\displaystyle K_{\alpha }\cap \left(\bigcap _{j\in {J}}K_{j}\right)=\emptyset .}
Ennek következtében a
{\displaystyle H=J\cup \left\{\alpha \right\}\subseteq {I}}
nemüres, véges halmazhoz van olyan index, amelyhez tartozó halmaz a rendszerben üres:
{\displaystyle \exists {k\in {I}}:K_{k}\subseteq \bigcap _{i\in {H}}K_{i}=K_{\alpha }\cap \left(\bigcap _{i\in {J}}K_{i}\right)=\emptyset ,}
ami nem lehet, mert a feltevés szerint a rendszer nemüres halmazokból áll.